# Indywidualne mistrzostwa Słowacji na żużlu
Indywidualne mistrzostwa Słowacji w sporcie żużlowym to rozgrywany corocznie cykl turniejów wyłaniających mistrza Słowacji.

## Historia
W latach 1969–1989 rozgrywane były zawody o mistrzostwo Słowackiej Republiki Socjalistycznej. W niepodległej Słowacji zawody mistrzowskie rozgrywane są od 2009 roku jako Międzynarodowe Mistrzostwa Słowacji.

## MistrzowieSłowackiej Republiki Socjalistycznej[1]
| Rok  | Żużlowiec       | Miasto     |
| ---- | --------------- | ---------- |
| 1969 | Ivan Dedina     | Žarnovica  |
| 1970 | Ľudovít Bartfay | Žarnovica  |
| 1971 | Jozef Tóth      | Bratysława |
| 1972 | Jozef Tóth      | Bratysława |
| 1973 | Ján Danihel     | Žarnovica  |
| 1976 | Ján Daniel      | Žarnovica  |
| 1977 | Ján Daniel      | Žarnovica  |
| 1978 | Zdeno Vaculík   | Žarnovica  |
| 1979 | Zdeno Vaculík   | Žarnovica  |
| 1980 | Jaroslav Danko  | Žarnovica  |
| 1981 | Dušan Morávek   | Žarnovica  |
| 1982 | Lubomír Jedek   | Žarnovica  |
| 1983 | Zdeno Vaculík   | Žarnovica  |
| 1984 | Pavol Tonhauzer | Žarnovica  |
| 1985 | Dušan Morávek   | Žarnovica  |
| 1986 | Dušan Morávek   | Žarnovica  |
| 1987 | Pavol Tonhauzer | Žarnovica  |
| 1988 | Zdeno Vaculík   | Žarnovica  |
| 1989 | Pavol Tonhauzer | Žarnovica  |

## Mistrzowie Słowacji
Wszystkie edycje rozegrane zostały w Žarnovicy.
| Rok  | Złoto                                            | Srebro                                           | Brąz                                             | Źr.    |
| ---- | ------------------------------------------------ | ------------------------------------------------ | ------------------------------------------------ | ------ |
| 2009 | Tomáš Suchánek                                   | Martin Vaculík                                   | Filip Šitera                                     | [ 2 ]  |
| 2010 | Dwukrotnie odwołano ze względu na opady deszczu. | Dwukrotnie odwołano ze względu na opady deszczu. | Dwukrotnie odwołano ze względu na opady deszczu. | [ 3 ]  |
| 2011 | Norbert Magosi                                   | Tomáš Suchánek                                   | Martin Malek                                     | [ 4 ]  |
| 2012 | Renat Gafurow                                    | Martin Gavenda                                   | Adam Skórnicki                                   | [ 5 ]  |
| 2013 | Martin Malek                                     | Michał Mitko                                     | Martin Gavenda                                   | [ 6 ]  |
| 2014 | Kamil Brzozowski                                 | Karol Ząbik                                      | Wiktor Kułakow                                   | [ 7 ]  |
| 2015 | Stanisław Burza                                  | Marcin Rempała                                   | Norbert Magosi                                   | [ 8 ]  |
| 2016 | Rohan Tungate                                    | Stanisław Burza                                  | Kenni Nissen                                     | [ 9 ]  |
| 2017 | Martin Vaculík                                   | Josef Franc                                      | Jevgeņijs Kostigovs                              | [ 10 ] |
| 2018 | Zdeněk Holub                                     | Stanisław Melnyczuk                              | Norbert Magosi                                   | [ 11 ] |
| 2019 | Martin Vaculík                                   | Václav Milík                                     | Tero Aarnio                                      | [ 12 ] |
| 2020 | Josef Franc                                      | Petr Chlupáč                                     | Daniel Klíma                                     | [ 13 ] |
| 2021 | Martin Vaculík                                   | Jan Kvěch                                        | Nick Skorja                                      | [ 14 ] |
| 2022 | Martin Vaculík                                   | Jan Kvěch                                        | Petr Chlupáč                                     | [ 15 ] |
| 2023 | Martin Vaculík                                   | Václav Milík                                     | Tai Woffinden                                    | [ 16 ] |
| 2024 | Martin Vaculík                                   | Jakub Jamróg                                     | Robert Chmiel                                    | [ 17 ] |